# Still on Top - The Greatest Hits
Still on Top - The Greatest Hits es el tercer álbum recopilatorio del músico norirlandés Van Morrison publicado por la compañía discográfica Polydor Records en octubre de 2007. En el Reino Unido, el álbum fue publicado como un doble disco compacto con 37 temas que abarcan toda la carrera musical de Morrison, desde su etapa en el grupo Them hasta el lanzamiento de su último álbum de estudio, Magic Time, en 2005. También fue publicado una edición limitada en formato digipack con un tercer disco. En los Estados Unidos y en Canadá, Still on Top fue publicado un mes más tarde, en noviembre de 2007, como un disco compacto sencillo con veintiún canciones. 
La edición británica alcanzó el puesto dos en la lista británica UK Albums Chart, el mejor registro para un disco de Morrison. El álbum también alcanzó el puesto tres en la lista de discos más vendidos de Irlanda, su debut más alto en el país. Además, llegó al primer puesto en la lista de discos más vendidos de Suecia, donde fue también certificado como disco de oro. En los Estados Unidos, la edición norteamericana debutó en el puesto 48 de la lista Billboard 200. 

## Lista de canciones
Todas las canciones escritas y compuestas por Van Morrison excepto donde se anota. 
| Disco uno (edición británica) |                                                     |                           |          |  |
| N.º                           | Título                                              | Escritor(es)              | Duración |  |
| 1.                            | «Jackie Wilson Said (I'm in Heaven When You Smile)» |                           |          |  |
| 2.                            | «Dweller on the Threshold»                          | Van Morrison, Hugh Murphy |          |  |
| 3.                            | «Whenever God Shines His Light»                     |                           |          |  |
| 4.                            | «Moondance»                                         |                           |          |  |
| 5.                            | «Bright Side of the Road»                           |                           |          |  |
| 6.                            | «Brown Eyed Girl»                                   |                           |          |  |
| 7.                            | «Wavelenght»                                        |                           |          |  |
| 8.                            | «Crazy Love»                                        |                           |          |  |
| 9.                            | «Someone like You»                                  |                           |          |  |
| 10.                           | «When Will I Ever Learn To Live In God»             |                           |          |  |
| 11.                           | «Tore Down a la Rimbaud»                            |                           |          |  |
| 12.                           | «Wild Night»                                        |                           |          |  |
| 13.                           | «Gloria»                                            |                           |          |  |
| 14.                           | «Real Real Gone»                                    |                           |          |  |
| 15.                           | «Into the Mystic»                                   |                           |          |  |
| 16.                           | «In the Garden»                                     |                           |          |  |
| 17.                           | «Saint Dominic's Preview»                           |                           |          |  |
| 18.                           | «Stranded»                                          |                           |          |  |

| Disco dos (edición británica) |                          |                  |          |  |
| N.º                           | Título                   | Escritor(es)     | Duración |  |
| 1.                            | «Precious Time»          |                  |          |  |
| 2.                            | «Domino»                 |                  |          |  |
| 3.                            | «Here Comes the Night»   | Bert Berns       |          |  |
| 4.                            | «Little Village»         |                  |          |  |
| 5.                            | «And It Stoned Me»       |                  |          |  |
| 6.                            | «Days Like This»         |                  |          |  |
| 7.                            | «Have I Told You Lately» |                  |          |  |
| 8.                            | «Cleaning Windows»       |                  |          |  |
| 9.                            | «Baby, Please Don't Go»  | Big Joe Williams |          |  |
| 10.                           | «Back on Top»            |                  |          |  |
| 11.                           | «Vanlose Stairway»       |                  |          |  |
| 12.                           | «Celtic New Year»        |                  |          |  |
| 13.                           | «Irish Heartbeat»        |                  |          |  |
| 14.                           | «The Healing Game»       |                  |          |  |
| 15.                           | «Full Force Gale»        |                  |          |  |
| 16.                           | «Warm Love»              |                  |          |  |
| 17.                           | «Did Ye Get Healed?»     |                  |          |  |
| 18.                           | «Tupelo Honey»           |                  |          |  |
| 19.                           | «Wonderful Remark»       |                  |          |  |

| Disco tres (edición británica) |                                  |                                       |          |  |
| N.º                            | Título                           | Escritor(es)                          | Duración |  |
| 1.                             | «Hey Mr. DJ»                     |                                       |          |  |
| 2.                             | «In the Forest»                  |                                       |          |  |
| 3.                             | «Queen of the Slipstream»        |                                       |          |  |
| 4.                             | «Rave on John Donne»             |                                       |          |  |
| 5.                             | «Hymns to the Silence»           |                                       |          |  |
| 6.                             | «Crazy Jane on God»              | Willian Mathieu, William Butler Yeats |          |  |
| 7.                             | «Rough God Goes Riding»          |                                       |          |  |
| 8.                             | «Steal My Heart Away»            |                                       |          |  |
| 9.                             | «One Irish Rover»                |                                       |          |  |
| 10.                            | «Listen to the Lion»             |                                       |          |  |
| 11.                            | «Streets of Arklow»              |                                       |          |  |
| 12.                            | «The Beauty of the Days Gone By» |                                       |          |  |
| 13.                            | «Take It Where You Find It»      |                                       |          |  |
| 14.                            | «Coney Island»                   |                                       |          |  |

| Edición estadounidense |                                                     |                           |          |  |
| N.º                    | Título                                              | Escritor(es)              | Duración |  |
| 1.                     | «Gloria»                                            |                           |          |  |
| 2.                     | «Here Comes the Night»                              | Bert Berns                |          |  |
| 3.                     | «Brown Eyed Girl»                                   |                           |          |  |
| 4.                     | «Moondance»                                         |                           |          |  |
| 5.                     | «Crazy Love»                                        |                           |          |  |
| 6.                     | «Domino»                                            |                           |          |  |
| 7.                     | «Wild Night»                                        |                           |          |  |
| 8.                     | «Jackie Wilson Said (I'm in Heaven When You Smile)» |                           |          |  |
| 9.                     | «Warm Love»                                         |                           |          |  |
| 10.                    | «Wavelenght»                                        |                           |          |  |
| 11.                    | «Bright Side of the Road»                           |                           |          |  |
| 12.                    | «Dweller on the Threshold»                          | Van Morrison, Hugh Murphy |          |  |
| 13.                    | «Tore Down a la Rimbaud»                            |                           |          |  |
| 14.                    | «In the Garden»                                     |                           |          |  |
| 15.                    | «Someone like You»                                  |                           |          |  |
| 16.                    | «Have I Told You Lately»                            |                           |          |  |
| 17.                    | «Real Real Gone»                                    |                           |          |  |
| 18.                    | «Days Like This»                                    |                           |          |  |
| 19.                    | «The Healing Game»                                  |                           |          |  |
| 20.                    | «Precious Time»                                     |                           |          |  |
| 21.                    | «Stranded»                                          |                           |          |  |

## Posición en listas
| País              | Lista                    | Posición |
| ----------------- | ------------------------ | -------- |
| Australia         | ARIA Albums Chart        | 15       |
| Austria           | Ö3 Austria Top 40        | 67       |
| Bélgica (Flandes) | Ultratop 200 Albums      | 58       |
| España            | Spanish Albums Chart     | 14       |
| Estados Unidos    | Billboard 200            | 48       |
| Noruega           | Norwegian Albums Chart   | 3        |
| Nueva Zelanda     | New Zealand Music Charts | 14       |
| Países Bajos      | Mega Albums Top 100      | 25       |
| Reino Unido       | UK Albums Chart          | 2        |
| Suecia            | Swedish Albums Chart     | 1        |

## Certificaciones
| Fecha               | País        | Organismo certificador | Certificación | Ventas certificadas |
| ------------------- | ----------- | ---------------------- | ------------- | ------------------- |
| 22 de julio de 2013 | Reino Unido | BPI                    | Platino       | 300 000             |